# Diapterus auratus
Diapterus auratus és una espècie de peix pertanyent a la família dels gerrèids.

## Descripció
- Pot arribar a fer 34 cm de llargària màxima (normalment, en fa 20) i 680 g de pes.[6][7][8][9]

## Alimentació
Menja invertebrats bentònics.

## Hàbitat
És un peix marí i d'aigua salabrosa, demersal i de clima tropical (29°N-13°S).

## Distribució geogràfica
Es troba a l'Atlàntic occidental: des de Carolina del Nord (els Estats Units) i les Grans Antilles fins a São Paulo (el Brasil).

## Ús comercial
Es comercialitza fresc.

## Observacions
És inofensiu per als humans.